# Дафф, Бошан
Бошан Дафф (англ. Beauchamp Duff; 17 февраля 1855, Таррифф, Абердиншир, Шотландия, Великобритания — 20 января 1918, Лондон, Англия, Великобритания) — британский военный деятель, генерал Британской Индийской армии. Адъютант-генерал Индии (1901, 1903—1906), начальник Генерального штаба Индии (1906—1909), военный секретарь Индийского министерства (1909—1914), главнокомандующий Индии (1914—1916). Рыцарь Большого креста ордена Бани, Рыцарь-Великий Командор ордена Звезды Индии, Рыцарь-Командор Королевского Викторианского ордена, Компаньон ордена Индийской империи.

## Биография

### Семья и происхождение
Бошан Дафф родился 17 февраля 1855 года в Тарриффе, став вторым сыном в семье Гардена Уильяма Даффа из Хаттон-касла и его жены Дуглас Изабеллы Марии, дочери Бошана Уркхарта из Мелдрума. Изабелла вышла замуж за него в 1850 году и практически подряд родила ему семеро детей — четыре дочери и три сына: Энни (р. 1851), Луиза (р.1852), Гарден (р.1853), Бошан (р. 1855), Джанет Дуглас (р. 1856), Джордж (р. и ум. 1858), Дуглас Мария (р. 1859). Овдовев в 1861 году, Гарден на следующий год женился во второй раз — на Джин Кук, дочери Уолтера Кука. В этом браке у него было три ребёнка: Уолтер (р. 1863), Мария Элизабет (р. 1864), Берта Хоуп (р. 1866). Таким образом, он был отцом десяти детей. Семья Бошана происходила из известного и широко распространившегося шотландского рода.

### Военная служба
Окончил Тринити-колледж в Гленалмонде, а затем Королевскую военную академию в Вулидже. По выпуску из академии 17 февраля 1875 года получил временное звание лейтенанта Королевского полка артиллерии, поступив на службу в Британскую армию. Участвовал в афганской войне 1878—1880 годов, вместе с лордом Робертсом был под Кабулом, за что награждён медалью.
27 октября 1880 года получил постоянное звание лейтенанта. В 1881 году был переведен на службу в индийский Штабной корпус; служил в 9-м бенгальском полку (позднее — 9-й гуркхский стрелковый полк). 8 мая 1886 года повышен до капитана. В 1888—1889 годах учился в Штабном колледже. 7 сентября 1891 года получил звание майора и назначен на пост заместителя ассистента адъютант-генерала в штаб-квартире Индийской армии, который занимал до 1895 года. Став бригадным майором, участвовал в экспедиции 1892 года против клана Исазай. Позже принял участие в экспедиции 1894—1895 годов в Вазиристан, был в бою за Вано; дважды упомянут в донесениях, а также награждён медалью с пряжкой «ВАЗИРИСТАН 1894–95».
27 августа 1895 года временно повышен до подполковника, а 11 октября того же года назначен на должность военного секретаря главнокомандующего Индии, которую занимал до 1899 года. Служил при Джордже Уайте, Чарльзе Нэрне, Уильяме Локхарте. 22 июня 1897 года возведён в звание Компаньона ордена Индийской империи «по случаю празднования 60-летнего юбилея правления королевы». 28 августа 1898 года повышен в звании до полковника, а 4 ноября того же года стал членом штаба главнокомандующего Индии.
30 января 1899 года назначен ассистентом военного секретаря по индийским делам, действующего при военном министерстве, по причине чего вернулся в Англию, где служил под началом лорда Вулзли. 16 сентября того же года получил назначение в штаб генерал-лейтенанта Джорджа Уайта, командующего войсками в Натале. В период с 1899 по 1901 год принимал участие в англо-бурской войне. С сэром Уайтом был в битве за Эландслагте и Ритфонтейн, при осаде Ледисмита, а с лордом Робертсом — в битвах близ рек Вет и Санд, при сдаче Йоханнесбурга и захвате Претории. Был дважды упомянут в донесениях, а также награждён медалью королевы за Южную Африку с пятью пряжками «КАПСКАЯ КОЛОНИЯ», «ЭЛАНДСЛАГТЕ», «ОБОРОНА ЛЕДИСМИТА», «ОРАНЖЕВОЕ СВОБОДНОЕ ГОСУДАРСТВО», «ЙОХАННЕСБУРГ». 19 апреля 1901 года возведён в звание Компаньона ордена Бани «за службу в связи с кампанией в Южной Африке, 1899—1900».
В начале 1901 года вернулся в Индию. 1 апреля того же года назначен на пост заместителя адъютант-генерала Индии, который занимал до 1902 года, будучи фактически исполняющим обязанности. 1 мая 1901 года временно повышен до генерал-майора. 20 сентября 1902 года получил временное звание бригадного генерала, став командующим индийского округа 2-го класса, а именно — Аллахабадским округом. 30 июня 1903 года повышен в звании до генерал-майора, а 12 августа того же года назначен адъютант-генералом Индии, пробыв на этом посту до 1906 года.
13 мая 1903 года стал почётным полковником 9-го гуркхского стрелкового полка. В том же году по поводу празднования коронации был награждён медалью «Делийский дарбар короля Эдуарда VII». 19 марта 1906 года возведён в звание Рыцаря-Командора Королевского Викторианского ордена «по случаю визита принца и принцессы Уэльской в Индию».
19 марта 1906 года назначен на должность начальника Генерального штаба Индии, и в тот же день получил звание генерал-лейтенанта. Служил под командованием лорда Китченера. 28 июня 1907 года возведён в звание Рыцаря-Командора ордена Бани «по случаю дня рождения короля».
После того, как 21 сентября 1909 года генерал О’Мур Крейг стал главнокомандующим Индии, Дафф сменил его на посту военного секретаря индийского министерства. 1 января 1910 года возведён в звание Рыцаря-Командора ордена Звезды Индии как военный секретарь. 3 июня 1911 года повышен в звании до генерала. 19 июня 1911 года возведён в звание Рыцаря Большого креста ордена Бани «по случаю коронации короля», а также награждён медалью «Делийский дарбар короля Георга V».
8 марта 1914 года король взамен Крейга назначил Бошана своим адъютант-генералом и одновременно главнокомандующим Индии. 1 января 1916 года возведён в звание Рыцаря-Великого Командора ордена Звезды Индии как главнокомандующий Индии.
После начала Первой мировой войны правительству Индии была делегирована оборона Месопотамии, региона, богатого залежами нефти и оттого важного для империи. После того как в ноябре 1914 года на стороне Центральных держав в войну вступила Османская империя, посланные в Месопотамию индийские экспедиционные силы высадились на полуострове Аль-Фао, в том месте, где река Шатт-эль-Араб впадает в Персидский залив. Совершив бросок до Басры, силы овладели всем Персидским заливом, обеспечив связь Месопотамии с Индией. Обнадежившись лёгким успехом и понадеявшись на большие победы, Дафф, не сообщив центральному правительству, приказал экспедиционным силам под командованием генерала Джона Никсона готовиться к завоеванию Багдада, в связи с чем они были усилены до двух дивизий. Поначалу кампания продвигалась хорошо, так, в сентябре 1915 года был захвачен Эль-Кут, однако уже в ноябре в сражении под Ктесифоном британские силы потеряли до трети своего боевого состава. Будучи вынужденным отступить в Эль-Кут, генерал Таунсенд капитулировал после пятимесячной осады и более 10 тысяч британцев сдались в турецкий плен, многие из них погибли в маршах смерти и лагерях. В должности командующего Индии 1 октября 1916 года Бошана сменил генерал Чарльз Монро, а новым адъютант-генералом короля 3 ноября 1917 года стал генерал Артур Барретт. В том же году Королевская комиссия по итогам расследования случившегося сообщила, что в поражении генерала Таунсенда виновны сэр Никсон, вице-король лорд Хардинг, а также сам Дафф.

### Смерть
20 января 1918 года Бошан Дафф был найден мёртвым в кровати в своём клубе «Каледония» на Чарльз-стрит близ Сент-Джеймс-сквер в лондонском Вест-Энде. Как писали газеты, он сильно переживал из-за критики, содержавшейся в отчёте комиссии по Месопотамии, ввиду чего страдал бессонницей и принимал снотворное, перепробовав по рецепту врача несколько препаратов, но в этот раз превысил дозу веронала и больше не проснулся. Коронер заключил, что Дафф скончался от передозировки и его смерть носит естественный характер, то есть квалифицировал произошедшее как несчастный случай. Тем не менее, возможно, что Дафф совершил самоубийство. Похоронен с воинскими почестями на кладбище Кенсал-Грин.

## Личная жизнь
Увлекался стрельбой и рыбалкой, был членом клуба «United Service». В 1876 году женился на Грейс Вуд, дочери Освальда Вуда из Пенджабской независимой гражданской службы. У них было трое детей: Бошан Освальд (р. 1880), Эвелин Дуглас (1877—1897), Дуглас Гарден (р. 1886). Старший сын — Бошан Дафф, капитан 1-го гуркхского стрелкового полка, был награждён серебряной медалью за спасение жизни от Великого приората ордена Святого Иоанна Иерусалимского за действия по спасению товарищей из-под руин казармы во время землетрясения 1905 года в Дхарамсале, Пенджаб. Медаль он получил из рук вице-короля Индии графа Минто от имени Великого приора ордена принца Уэльского. В 1908 году Освальд женился на Мэри Ландер. После начала Первой мировой войны, в возрасте 34 лет он погиб в бою 7 ноября 1914 года в Плоегстеере и был похоронен на Нев-Шапельском мемориале во Франции. Младший сын — Дуглас Дафф, сделал юридическую карьеру, став солиситором в лондонской фирме «Torr & Co.».

## Наследие
В 2006 году ордена и медали Бошана Даффа были выставлены на лондонский аукцион Sotheby's, где были куплены дилером из Йоркшира за 8 тысяч фунтов стерлингов, сумму вдвое превысившую первоначальную оценку.